# عدد دامکولر
عدد دامکولر(به انگلیسی: Damköhler numbers) یک عدد بی بعد می باشد که در مهندسی شیمی بیانگر ارتباط زمانبندی واکنش شیمیایی (سرعت واکنش شیمیایی)به سرعت پدیده‌های انتقال در یک سیستم شیمیایی است. این عدد به افتخار شیمیدان آلمانی گرهارد دامکولر(به آلمانی: Gerhard Damköhler) نامگذاری شده است.
تعاریف مختلفی از این کمیت متناسب با نوع سیستم صورت می پذیرد که برای یک واکنش شیمیایی ساده مانند A → B و با ضرایب استوکیومتری {\displaystyle n} عدد دامکولر به صورت زیر تعریف می شود:
{\displaystyle Da=kC_{0}^{\ n-1}t}
- k = ثابت سرعت واکنش
- C0 = غلظت اولیه
- n = درجه کلی واکنش است(درصورت ابتدایی بودن واکنش ضریب استوکیومتری معادلهٔ موازنه شدهٔ واکنش خواهد بود)
- t = زمان